# Hrvatski odbojkaški kup Vinka Dobrića 2023./24.
Hrvatski odbojkaški kup Vinka Dobrića za sezonu 2023./24. je osvojila "Mladost" iz Zagreba. 

## Rezultati

### Osmina završnice
| rb | datum              | mjesto odigravanja             | par                                              | rez.                           | setovi                            | napomene | izvještaj |
| -- | ------------------ | ------------------------------ | ------------------------------------------------ | ------------------------------ | --------------------------------- | -------- | --------- |
| 1. | 18. studenog 2023. | Sisak, SD Zeleni Brijeg        | Sisak - Mladost Zagreb                           | 0:3                            | 16:25, 13:25, 17:25               |          |           |
| 2. | 13. prosinca 2023. | Nuštar, OŠ Zrinskih - Nuštar   | Zrinski Nuštar - Mursa-Osijek                    | 0:3                            | 19:25, 16:25, 17:25               |          |           |
| 3. | 18. studenog 2023. | Zadar, ŠD Krešimir Čosić       | Zadar - Ribola Kaštela (Kaštel Lukšić)           | 0:3                            | 17:25, 13:25, 14:25               |          |           |
| 4. |                    |                                | Centrometal (Črečan - Macinec)                   | Centrometal (Črečan - Macinec) | Centrometal (Črečan - Macinec)    | slobodni |           |
| 5. | 18. studenog 2023. | Rijeka, Dvorana Mladosti Trsat | Rijeka - Cratis Varaždin                         | 1:3                            | 29:27, 21:25, 18:25, 19:25        |          |           |
| 6. | 19. studenog 2023. | Slavonski Brod, SD Vijuš       | Marsonia Slavonski Brod - Medicinar Trnje Zagreb | 2:3                            | 23:25, 25:14, 22:25, 25:16, 11:15 |          |           |
| 7. | 18. studenog 2023. | Čazma, ŠSD Čazma               | Čazma - Rovinj                                   | 1:3                            | 25:22, 22:25, 16:25, 19:25        |          |           |
| 8. | 26. studenog 2023. | Umag, OŠ Marije i Line         | Umag - Split                                     | 0:3                            | 19:25, 16:25, 9:25                |          |           |

### Četvrtzavršnica
| rb  | datum              | mjesto odigravanja                      | par                                              | rez. | setovi                           | napomene | izvještaj |
| --- | ------------------ | --------------------------------------- | ------------------------------------------------ | ---- | -------------------------------- | -------- | --------- |
| 9.  | 31. siječnja 2024. | Rovinj, SD Gimnasium                    | Rovinj - Mladost Zagreb                          | 0:3  | 17:25, 12:25, 13:25              |          |           |
| 10. | 31. siječnja 2024. | Zagreb, ŠSD Boško Božić Pepsi           | Medicinar Trnje Zagreb - Mursa-Osijek            | 2:3  | 25:21, 17:25, 25:22, 18:25, 8:15 |          |           |
| 11. | 31. siječnja 2024. | Split, SC Poljud                        | Split - Ribola Kaštela (Kaštel Lukšić)           | 1:3  | 25:19, 18:25, 18:25, 15:25       |          |           |
| 12. | 31. siječnja 2024. | Varaždin, GSD Varaždin (Arena Varaždin) | Cratis Varaždin - Centrometal (Črečan - Macinec) | 3:1  | 26:24, 23:25, 25:20, 25:20       |          |           |

### Poluzavršnica
| rb  | datum             | mjesto odigravanja                      | par                                           | rez. | setovi                     | napomene | izvještaj |
| --- | ----------------- | --------------------------------------- | --------------------------------------------- | ---- | -------------------------- | -------- | --------- |
| 13. | 28. veljače 2024. | Kaštel Stari, GD Kaštela'               | Ribola Kaštela (Kaštel Lukšić) - Mursa-Osijek | 0:3  | 18:25, 26:28, 22:25        |          |           |
| 14. | 28. veljače 2024. | Varaždin, GSD Varaždin (Arena Varaždin) | Cratis Varaždin - Mladost Zagreb              | 1:3  | 19:25, 23:25, 27:25, 18:25 |          |           |

### Završnica
| rb  | datum            | mjesto odigravanja  | klub1        | klub2          | rez. | setovi                     | napomene                 | izvještaj |
| --- | ---------------- | ------------------- | ------------ | -------------- | ---- | -------------------------- | ------------------------ | --------- |
| 15. | 13. ožujka 2024. | Vinkovci, SD Lenije | Mursa-Osijek | Mladost Zagreb | 1:3  | 20:25, 19:25, 33:31, 20:25 | "Mladost" pobjednik kupa |           |

## Vanjske poveznice
- natjecanja.hos-cvf.hr, Hrvatska odbojkaška natjecanja
- hos-cvf.hr, Hrvatski odbojkaški savez
- (engl.) hos-web.dataproject.com, Croatian Volleyball Federation